# Протока Нерса

80° пн. ш. 70° зх. д. / 80° пн. ш. 70° зх. д.
Протока Нерса (дан. Nares Strædet, англ. Nares Strait) — протока, що відокремлює північний захід Гренландії і острів Елсмір та з'єднує море Баффіна з морем Лінкольна. Є складовою моря Баффіна.
У 1962—1964 роках крижина 20 × 10 км дрейфувала на південь з моря Лінкольна через протоки Нареса та Дейвіса до Атлантичного океану (море Лабрадор).
Протока складається з декількох малих проток та басейнів: протока Сміта, басейн Кейна, протока Кеннеді, затока Голла і протока Робсона, загальна довжина понад 500 км. У найвужчому місці його ширина становить близько 18 км. У протоці Кеннеді розташований острів Ганса, що є джерелом територіальної суперечки Канадою і Данією.
Свою назву протока отримала на честь британського морського офіцера і полярного дослідника Джорджа Нерса, що в 1870-ті роки досліджував цей район. У 1964 році данським і канадським урядом було врегульовано остаточно найменування протоки.
Протока Нерса знаходиться далеко на півночі та вдалині від теплих течій, і навіть влітку навігація можлива тільки за допомогою криголамів.

## Ресурси Інтернету
- Missing 'Ice Arches' Contributed to 2007 Arctic Ice Loss [Архівовано 17 жовтня 2011 у Wayback Machine.]
- https://web.archive.org/web/20160303181632/http://muenchow.cms.udel.edu/papers/MuenchowMelling2008JMR.pdf